# بريسيلا تايلور
بريسيلا تايلور (بالإنجليزية: Priscilla Taylor)‏ هي عارضة وممثلة أمريكية، ولدت في 15 أغسطس 1976 في الولايات المتحدة.

## أعمال

### أفلام
- (1998) ستة أيام، سبعة ليالي[4]

## وصلات خارجية
- بريسيلا تايلور على موقع IMDb (الإنجليزية)
- بريسيلا تايلور على موقع ألو سيني (الفرنسية)
- بريسيلا تايلور على موقع قاعدة بيانات الفيلم (الإنجليزية)
- بريسيلا تايلور على موقع كينوبويسك (الروسية)